# Jackie Speier
Karen Lorraine Jacqueline „Jackie“ Speier (* 14. Mai 1950 in San Francisco, Kalifornien) ist eine US-amerikanische Politikerin der Demokratischen Partei. Von 2008 bis 2023 vertrat sie den 14. Distrikt des Bundesstaats Kalifornien im US-Repräsentantenhaus.

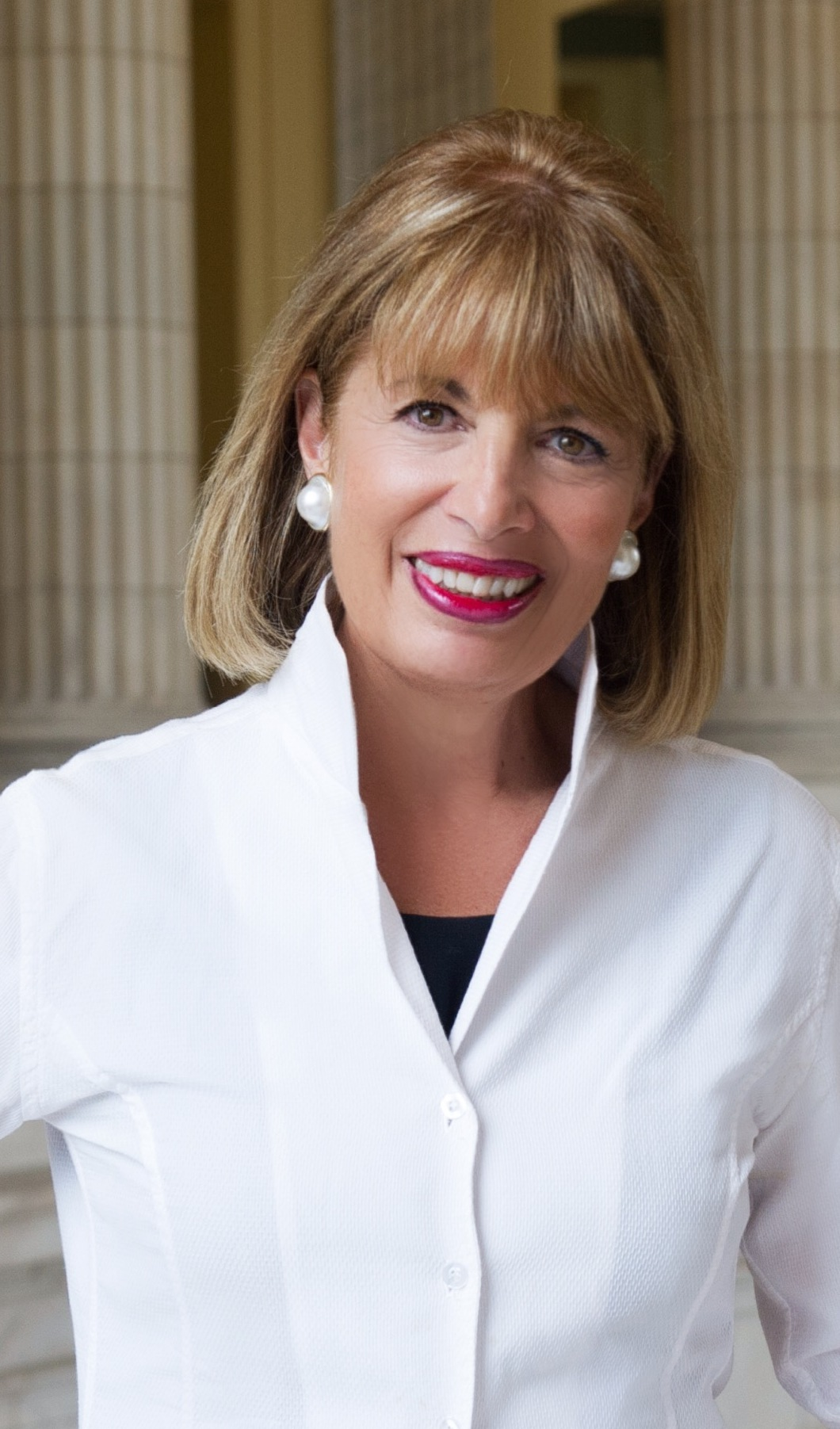
Jackie Speier (2015)

## Werdegang
Jackie Speier ist die Tochter eines deutschen Vaters, Manfred Speier, der nach dem Zweiten Weltkrieg in die USA immigrierte, und einer armenischen Mutter, Nancy Kanchelian, die ihr die Wichtigkeit der Anerkennung des Völkermords an den Armeniern näher brachte.
Speier besuchte bis 1968 die Mercy High School in Burlingame (Kalifornien). Danach studierte sie bis 1972 Politikwissenschaften an der University of California in Davis, das sie mit einem Bachelor of Arts abschloss. Nach einem anschließenden Jurastudium an der zur University of California gehörenden Hastings Law School, an der sie 1976 mit einem Juris Doctor (J.D.) abschloss, und ihrer Zulassung als Rechtsanwältin begann sie in diesem Beruf zu arbeiten.
Im November 1978 begleitete sie als Assistentin den Kongress-Abgeordneten Leo J. Ryan zu einem Inspektionsbesuch in Jonestown, der in einem Massenmord endete.
Sie ist verheiratet und hat zwei Kinder.

## Politik
Gleichzeitig schlug sie als Mitglied der Demokratischen Partei eine politische Laufbahn ein. Zwischen 1973 und 1978 gehörte sie zum Stab des Kongressabgeordneten Leo Joseph Ryan. Sie begleitete ihn 1978 auch nach Jonestown, Guyana, wo Ryan Vorwürfe gegen die Sekte Peoples Temple untersuchen sollte. Beim Angriff von Sektenmitgliedern, dem Ryan und vier andere zum Opfer fielen, wurde Speier mehrmals angeschossen.
Zurück in den USA bewarb sich Speier 1979 um Ryans Sitz im Kongress, blieb aber noch erfolglos. Zwischen 1980 und 1986 war sie Landrätin im San Mateo County; von 1986 bis 1998 saß sie als Abgeordnete in der California State Assembly. Danach war sie von 1998 bis 2006 Mitglied des Staatssenats. Im Jahr 2006 kandidierte Speier erfolglos für das Amt des Vizegouverneurs von Kalifornien.
Nach dem Tod des Kongressabgeordneten Thomas Peter „Tom“ Lantos wurde Jackie Speier bei der fälligen Nachwahl für den zwölften Sitz von Kalifornien als dessen Nachfolgerin in das US-Repräsentantenhaus in Washington, D.C. gewählt, wo sie am 8. April 2008 ihr neues Mandat antrat. Seit 2013 vertrat sie den vierzehnten Kongresswahlbezirk ihres Staates im Repräsentantenhaus. Nach sechs Wiederwahlen gab Speier im November 2021 bekannt, nach über 40 Jahren in gewählten Ämtern, nicht erneut für das Repräsentantenhaus zu kandidieren. Sie schied damit am 3. Januar 2023 als Abgeordnete aus dem Parlament aus.
Sie ist für eine bessere Kontrolle von privatem Waffenbesitz sowie für legale Abtreibungsregelungen und setzt sich für den Umweltschutz ein.

### Ausschüsse
Speier war zuletzt Mitglied in folgenden Ausschüssen des Repräsentantenhauses:
- Committee on Armed Services
  - Military Personnel (Vorsitz)
  - Readiness
- Committee on Oversight and Reform
  - Economic and Consumer Policy
  - National Security
- Permanent Select Committee on Intelligence
  - Defense Intelligence and Warfighter Support
  - Strategic Technologies and Advanced Research (Vorsitz)